# بوش (دهانه)
بوش یک دهانه برخوردی در ماه است.